# 阿倍嶋麻呂
阿倍 嶋麻呂（あべ の しままろ）は、奈良時代の公卿。中納言・阿倍広庭の子。官位は正四位下・参議。

## 経歴
聖武朝の天平12年（740年）従五位下に叙爵。天平19年（747年）従五位上、天平感宝元年（749年）に侍従に叙任される。この間の天平20年（748年）元正上皇の崩御の際には養役夫司を務めている。
孝謙朝では右中弁兼侍従を務めたほか、天平勝宝4年（752年）伊予守に任ぜられ、同年大仏開眼師迎引となる。
天平勝宝9歳（757年）藤原仲麻呂が紫微内相に就任するのと前後して正五位下に叙せられると、天平宝字3年（759年）従四位下・左大弁に叙任されるなど藤原仲麻呂政権下で要職を務めながら順調に昇進し、天平宝字4年（760年）に参議に任ぜられ公卿に列す。天平宝字5年（761年）には正月に従四位上、同年3月には正四位下に叙されるも、3月10日卒去。最終官位は参議正四位下。

## 人物
天平勝宝3年（751年）左京五条三坊に居住していたが、近江国甲可郡蔵部郷（現在の滋賀県甲賀市甲賀町）の墾田21町および野地3町を、銭230貫で大倭国高市郡にあった弘福寺の大修多羅衆に売却した記録が残っている。

## 官歴
注記のないものは『続日本紀』による。
- 時期不詳：正六位上
- 天平12年（740年） 正月13日：従五位下
- 天平19年（747年） 正月20日：従五位上
- 天平20年（748年） 4月22日：養役夫司（元正天皇崩御）
- 天平感宝元年（749年） 閏5月1日：侍従
- 天平勝宝2年（750年） 2月26日：見右中弁兼侍従勲十二等[4]
- 天平勝宝4年（752年） 5月26日：伊予守。大仏開眼師迎引
- 天平勝宝9歳（757年） 5月20日：正五位下。6月16日：伊予守
- 天平宝字3年（759年） 6月16日：従四位下。7月3日：左大弁
- 天平宝字4年（760年） 6月7日：装束司（光明皇后崩御）。8月7日：参議
- 天平宝字5年（761年） 正月2日：従四位上。3月：正四位下[5]。3月10日：卒去（参議正四位下）

## 系譜
『尊卑分脈』による。
- 父：阿倍広庭[6]
- 母：不詳
- 生母不明の子女
  - 男子：阿倍粳蟲[2]